# آی‌جی‌بی‌تی

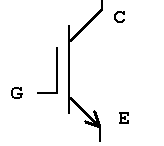
نماد شماتیک آی‌جی‌بی‌تی

ترانزیستور دو قطبی با گِیت عایق شده (انگلیسی: Insulated Gate Bipolar Transistor, IGBT) از نیمه‌هادیهای قدرت است که دارای قابلیت عملکرد در ولتاژها و جریان‌های بالا و نیز سوئیچینگ سریع است. این ترانزیستور در بسیاری از لوازم مدرن از جمله خودروی برقی، قطار، یخچال‌ها، دستگاه‌های تهویه مطبوع، سیستم‌های استریو و تقویت کننده‌های قدرت استفاده می‌شود. همچنین در ساخت اینورترها، ترانس جوشکاری و منبع تغذیهٔ UPS نیز کاربرد دارد.
با سوییچ کردن ترانزیستورها در فرکانس‌های بالا می‌توان از آن‌ها برای کنترل سطح ولتاژ DC استفاده کرد. به این منظور، ترانزیستور باید بتواند ولتاژها و جریان‌های زیاد و نیز فرکانس سوئیچینگ زیاد را تحمل کند. به همین دلیل برای این منظور از از ترانزیستور ماسفت قدرت (Power Mosfet) استفاده می‌شود. اما با بالا رفتن قدرت، تلفات آن زیاد می‌شود. برای رفع این مشکل از IGBT استفاده می‌شود. در سال‌های اخیر به دلیل ارزانی و مزایای این قطعه از آن استفاده زیادی شده‌است.
| جدول مقایسه IGBT | جدول مقایسه IGBT         | جدول مقایسه IGBT   | جدول مقایسه IGBT  |
| مشخصه قطعه       | BJT قدرت                 | ماسفت قدرت         | IGBT              |
| ---------------- | ------------------------ | ------------------ | ----------------- |
| بازه ولتاژ       | High <1kV                | High <1kV          | Very high >1kV    |
| بازه جریان       | High <500A               | High >500A         | High >500A        |
| Input drive      | Current ratio hFE ۲۰–۲۰۰ | Voltage VGS 3-10 V | Voltage VGE 4-8 V |
| امپدانس ورودی    | Low                      | High               | High              |
| امپدانس خروجی    | Low                      | Medium             | Low               |
| سرعت سوئیچینگ    | Slow (µs)                | Fast (ns)          | Medium            |
| هزینه            | Low                      | Medium             | High              |

## ساختار قطعه

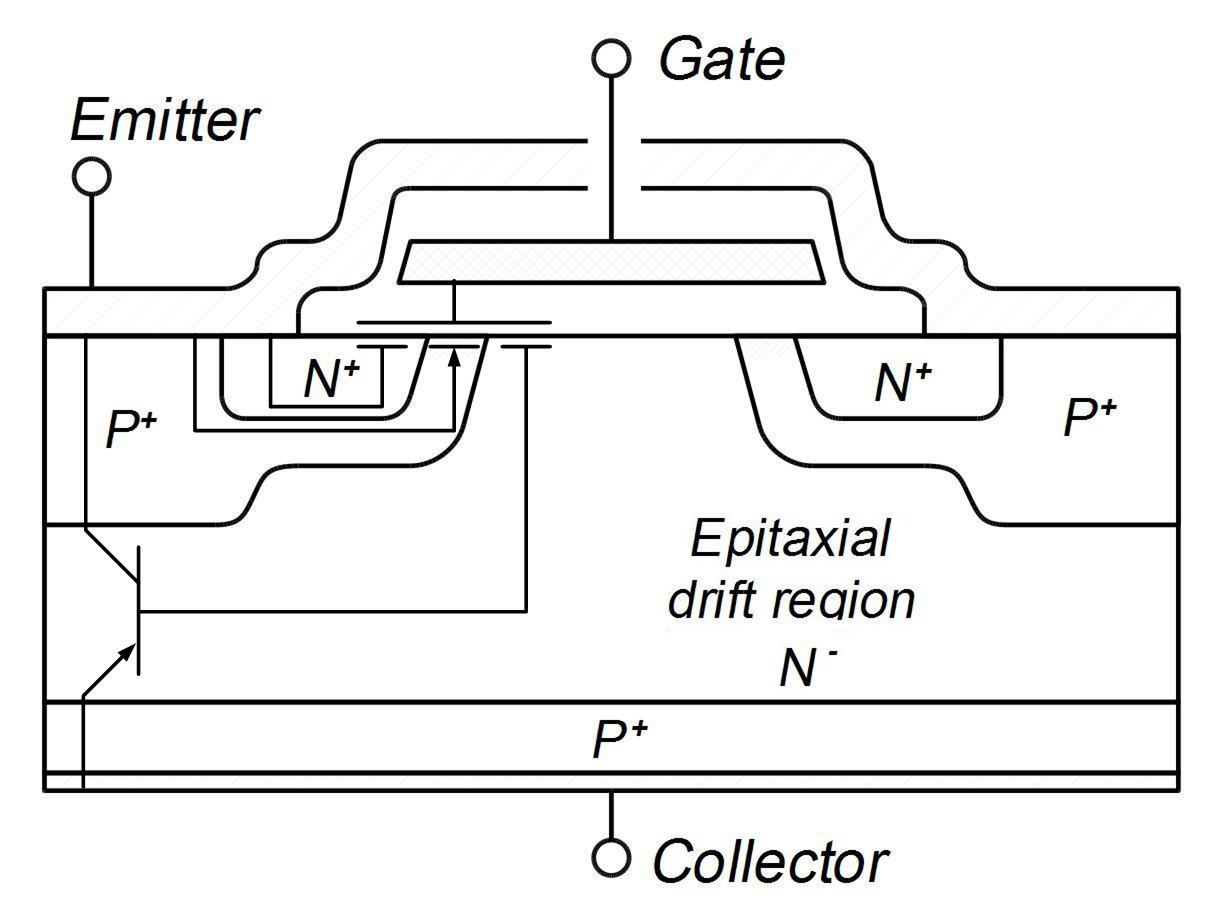
برشی از مقطع IGBT معمولی که اتصال داخلی MOSFET و BJT را نشان می‌دهد

IGBT ترکیبی از دو ترانزیستور BJT و ماسفت است. IGBT از دید ورودی، یک ماسفت، و از دید خروجی یک BJT است. BJT و ماسفت دارای خصوصیاتی هستند که از نقطه نظرهایی یکدیگر را تکمیل می‌کنند.
BJTها در حالت روشن (وصل) دارای تلفات هدایتی کمتری هستند، درحالیکه زمان سوئیچینگ آن‌ها به خصوص هنگام خاموش شدن طولانی‌تر است. ماسفت‌ها قادرند که به مراتب سریعتر قطع و وصل شوند، بنابراین تلفات هدایت آن‌ها بیشتر است. IGBT ترانزیستوری است که مزایای BJT و ماسفت را باهم دارد؛ مانند
- امپدانس ورودی بالا (مانند ماسفت)
- افت ولتاژ و تلفات کم (مانند BJT)
- ولتاژ حالت روشن (وصل) کم (مانند BJT)

نام پایه‌های IGBT هم از نام پایه‌های BJT و ماسفت گرفته شده‌است؛ گِیت از ماسفت، و کلکتور و امیتر هم از BJT. سرعت سوییچ کردن IGBT محدود است، به‌طور نمونه 1KHz تا 50 KHz که در کل بین BJT و ماسفت قرار می‌گیرد.
مهم‌ترین و تقریباً تنها کارایی IGBT، سوییچینگ جریان‌های بالا است.

## نمونه ماژول IGBT
|  |  |  |  |  |